# Glenea commissa
Glenea commissa là một loài bọ cánh cứng trong họ Cerambycidae.